# Îlet Macou
L'îlet Macou est un îlet inhabité situé dans le Grand Cul-de-sac marin, appartenant administrativement à Morne-à-l'Eau en Guadeloupe. 
Il est situé, avec l'îlet Rat, face à la plage de Babin. Selon la plus haute autorité internationale en matière de délimitation des mers, l'Organisation hydrographique internationale (OHI), dans sa publication de renommée mondiale, « Limites des océans et des mers », 3e édition de 1953 il fait donc partie de la mer des Caraïbes comme l'ensemble de la Guadeloupe.

## Histoire
L'îlet s'est formé entre 1804 et 1821. En 1825, un charpentier et un maitre-calfat s’y  établissent. En 1828, on plante des bananes et on produit de la chaux. En 1838, un nommé Champel crée un établissement de pêche. Une chapelle Notre-Dame-de-la-Garde en dur y a été érigée, en 1989, à la suite de la destruction par le cyclone Hugo, de la précédente construite en bois.

## Articles connexes

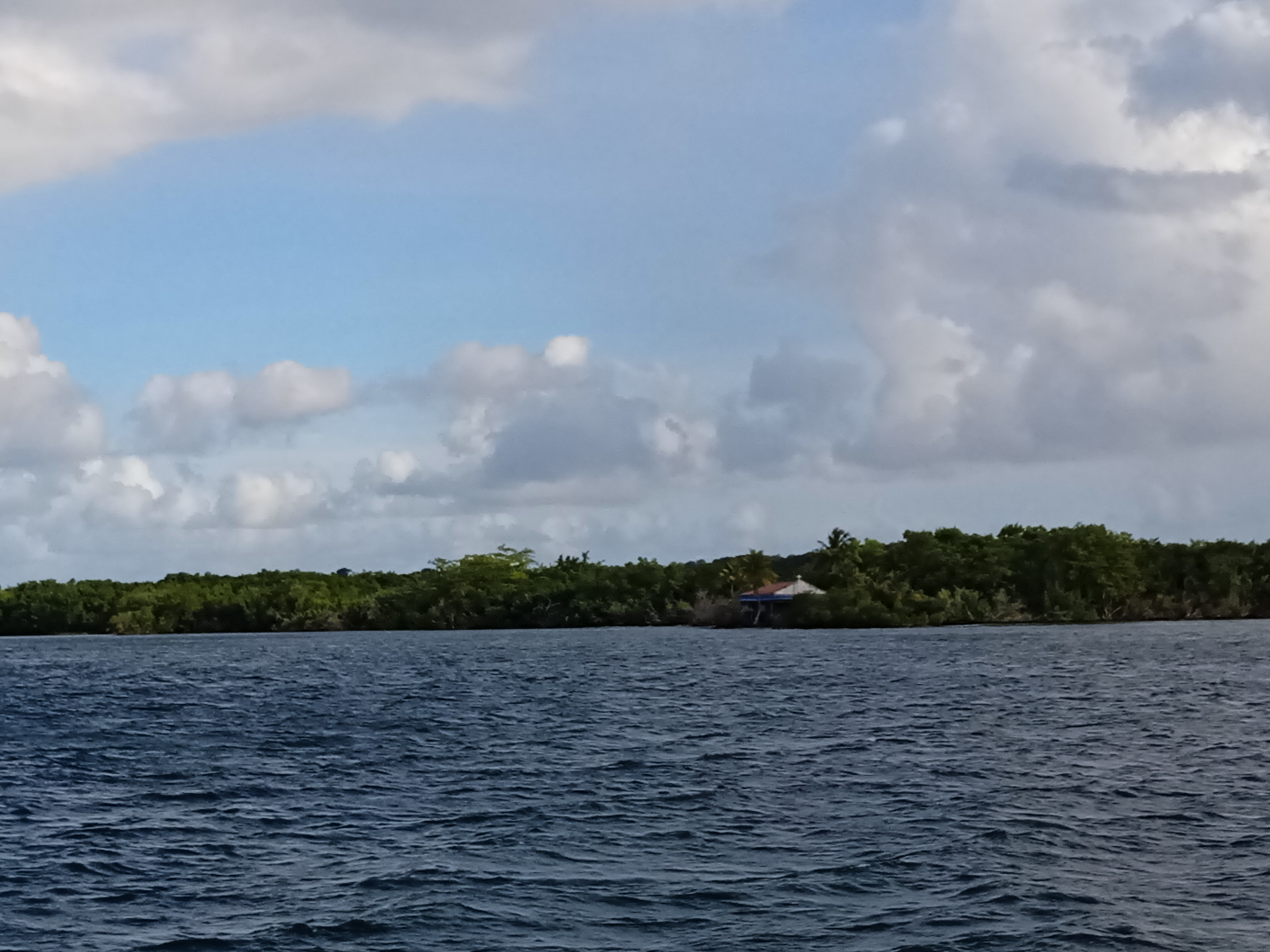
Îlet Macou et sa chapelle.
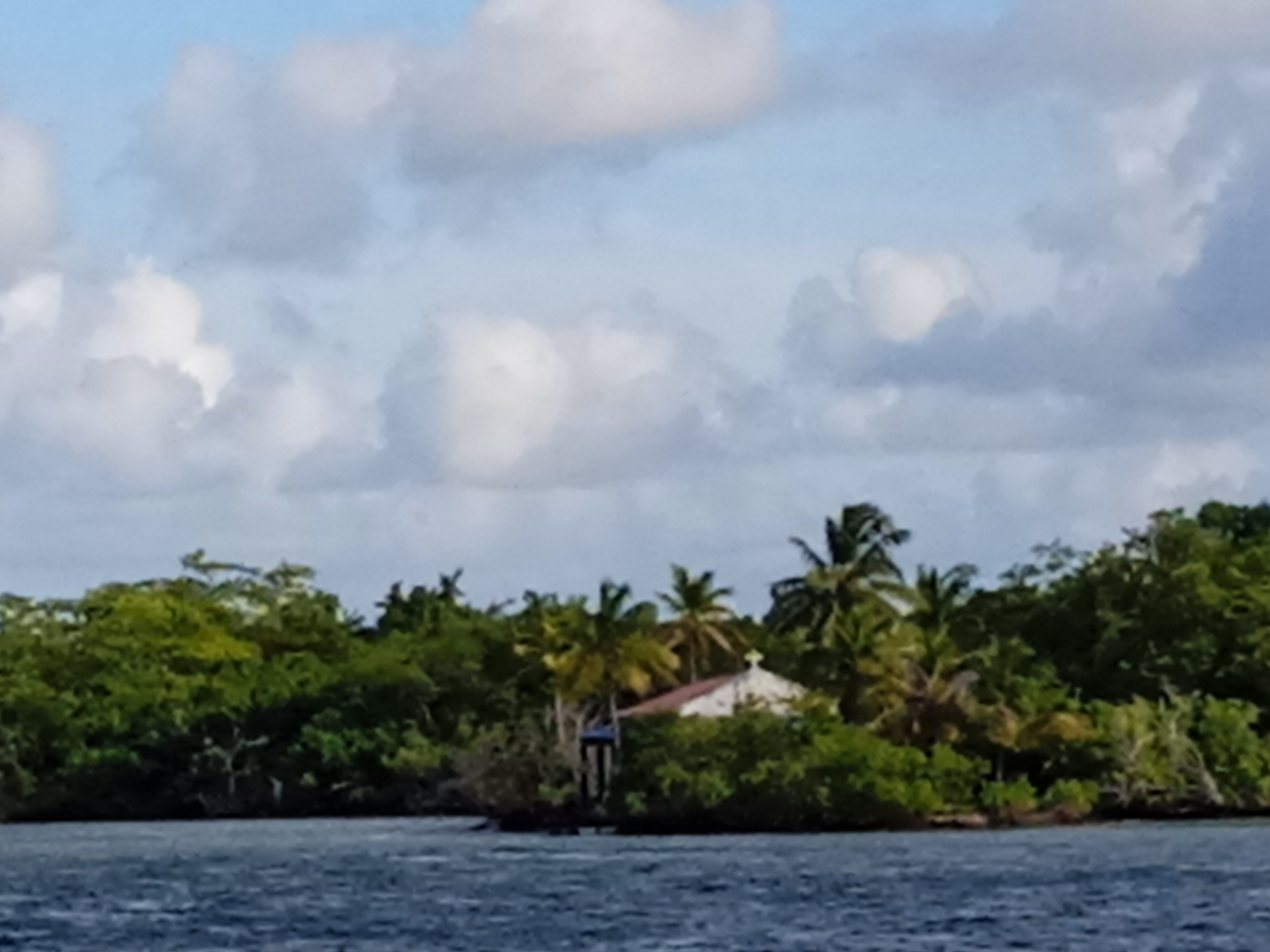
Chapelle de l'îlet Macou.
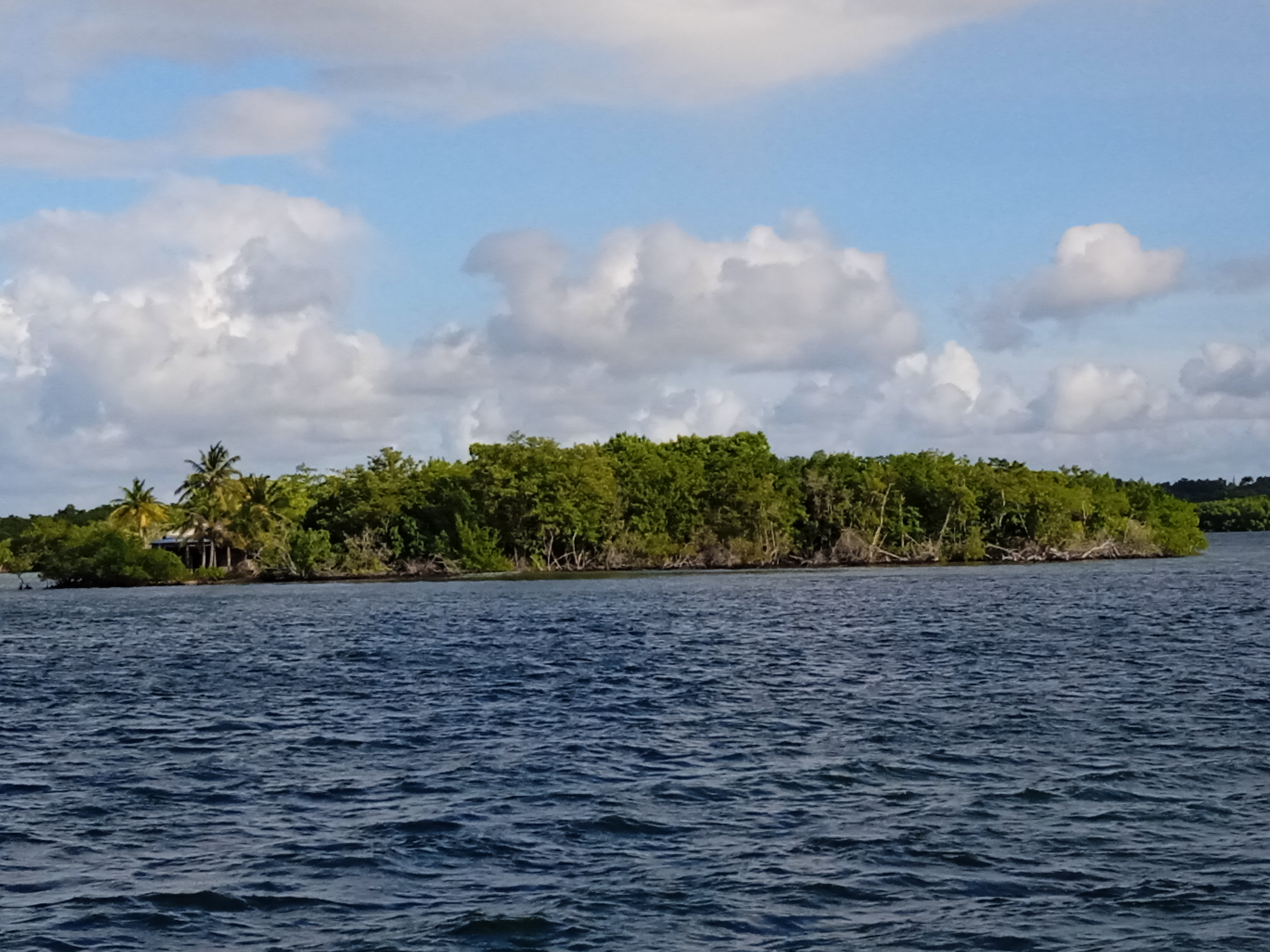
îlet Macou.
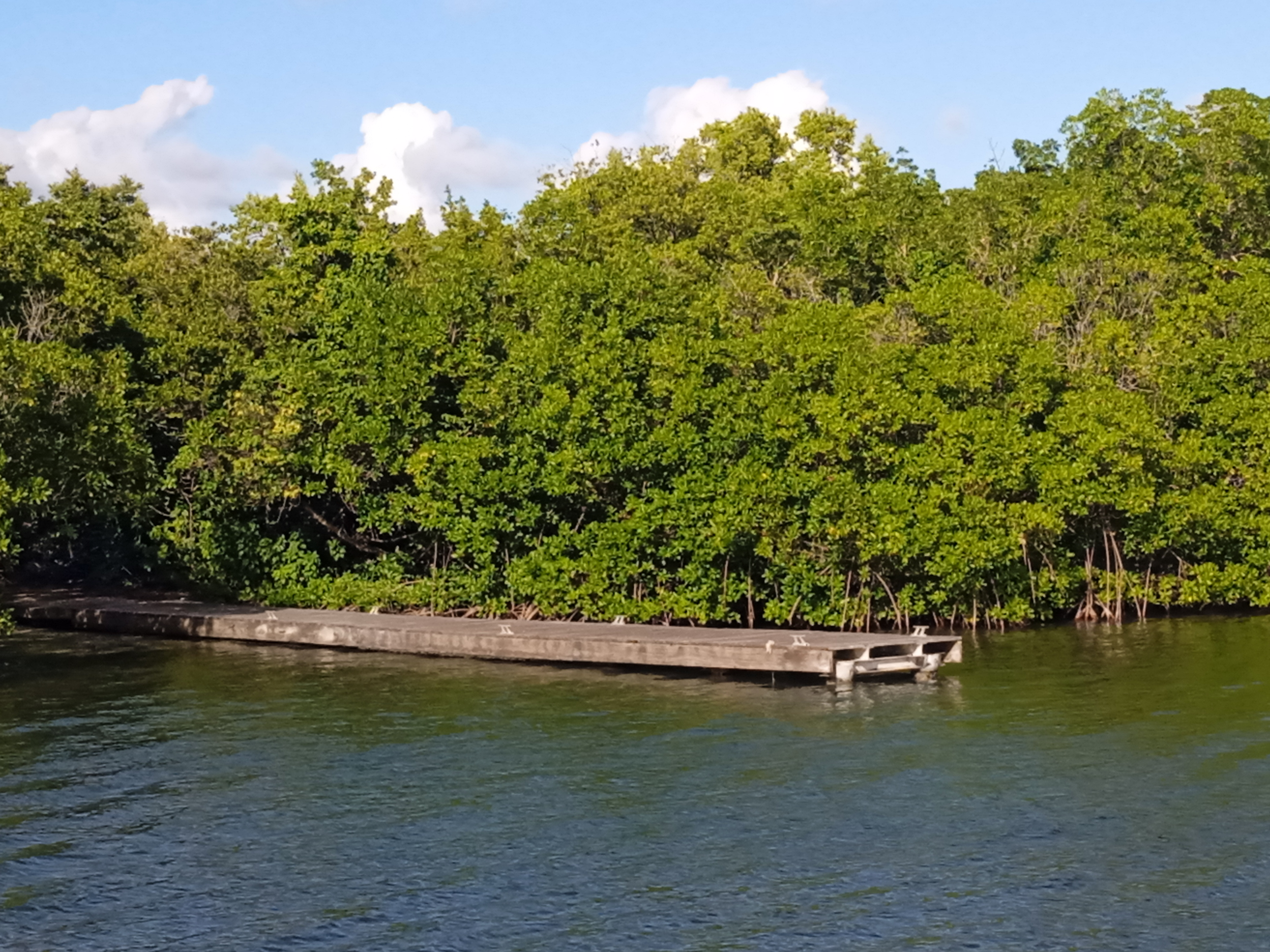
Ponton d'amarrage de l'îlet Macou.
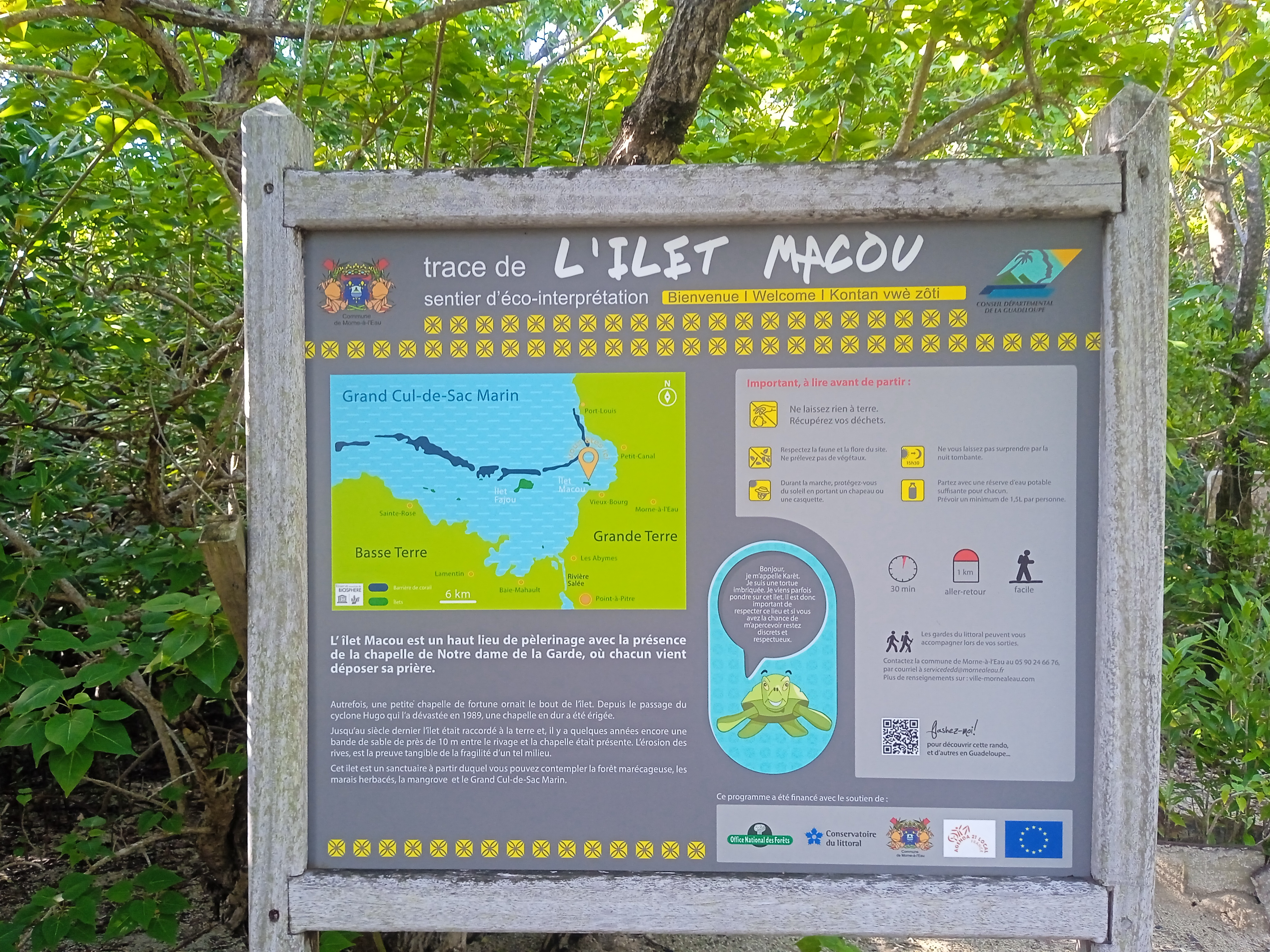
Panneau du sentier de l'îlet Macou.
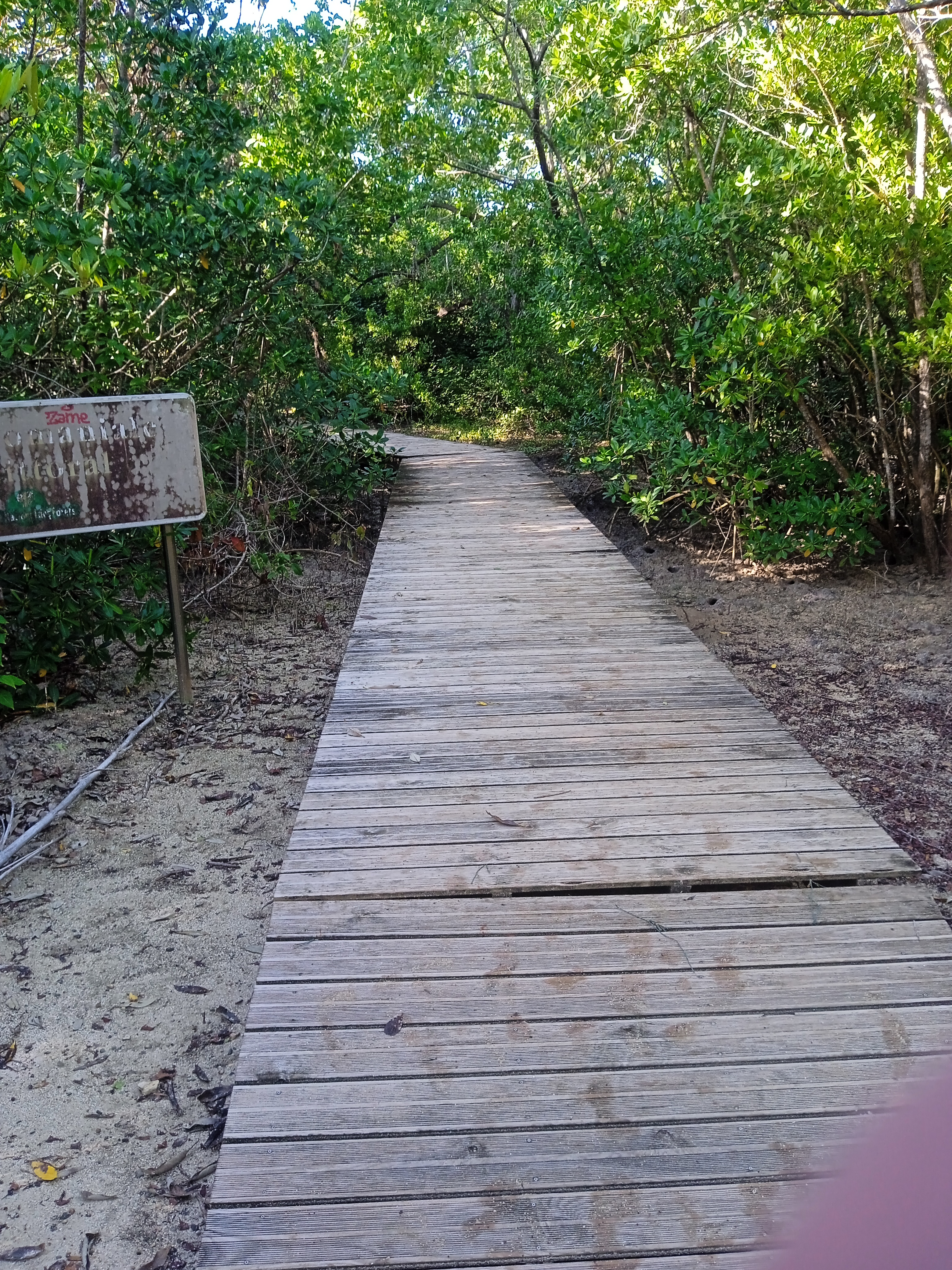
Chemin aménagé de l'îlet Macou.
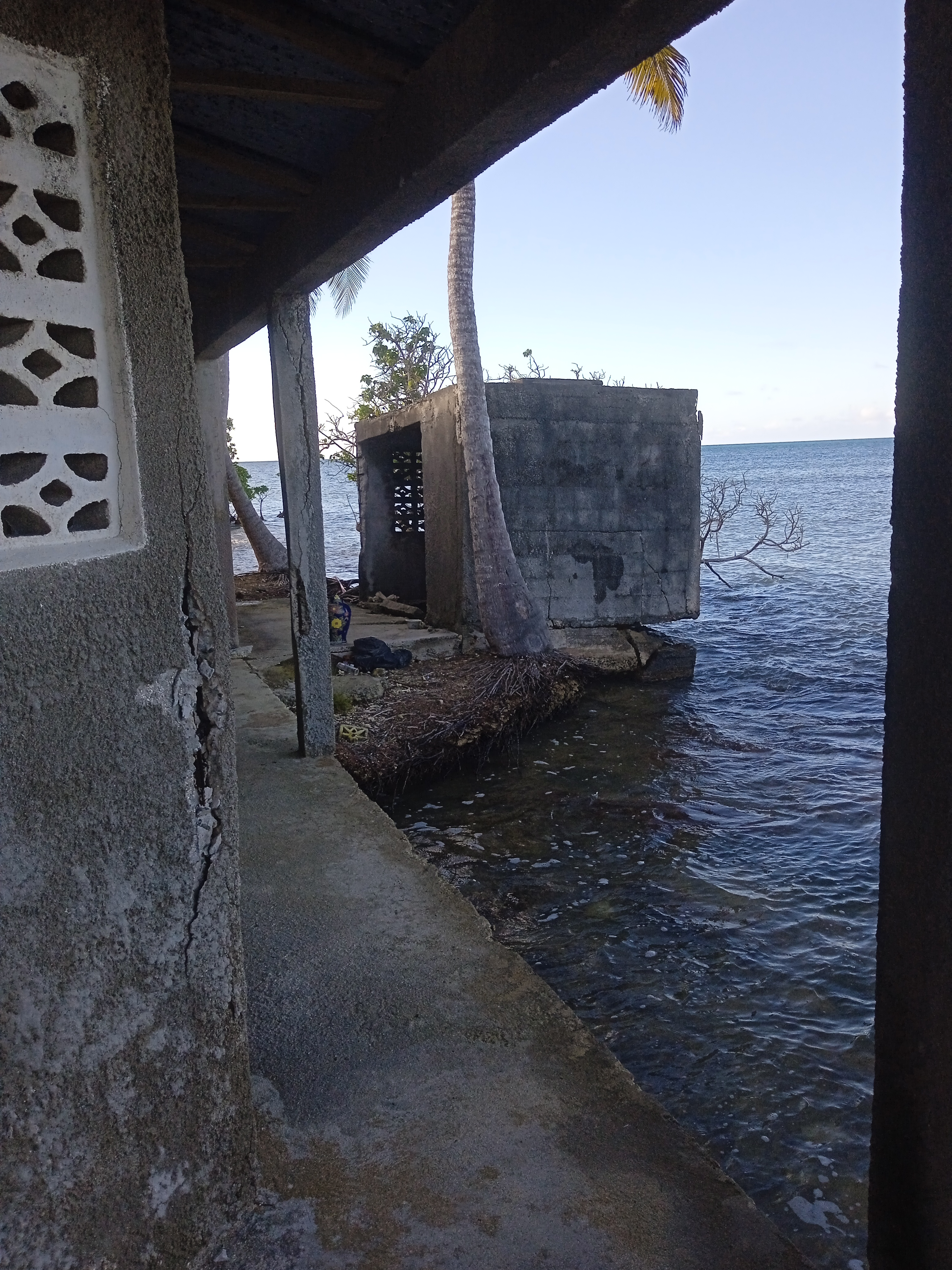
La chapelle est de plus en plus grignotée par la mer.
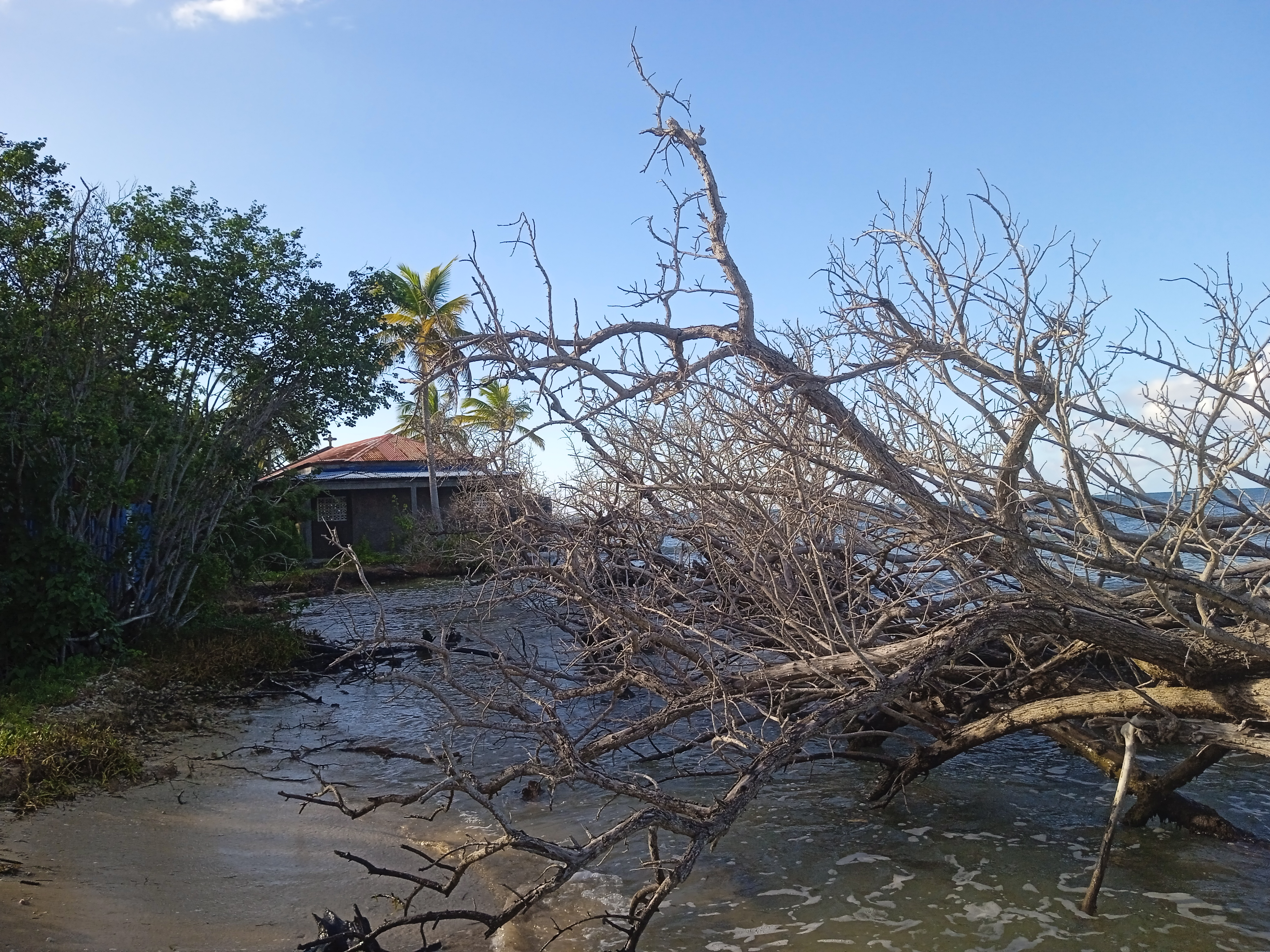
Arrivée à la chapelle.
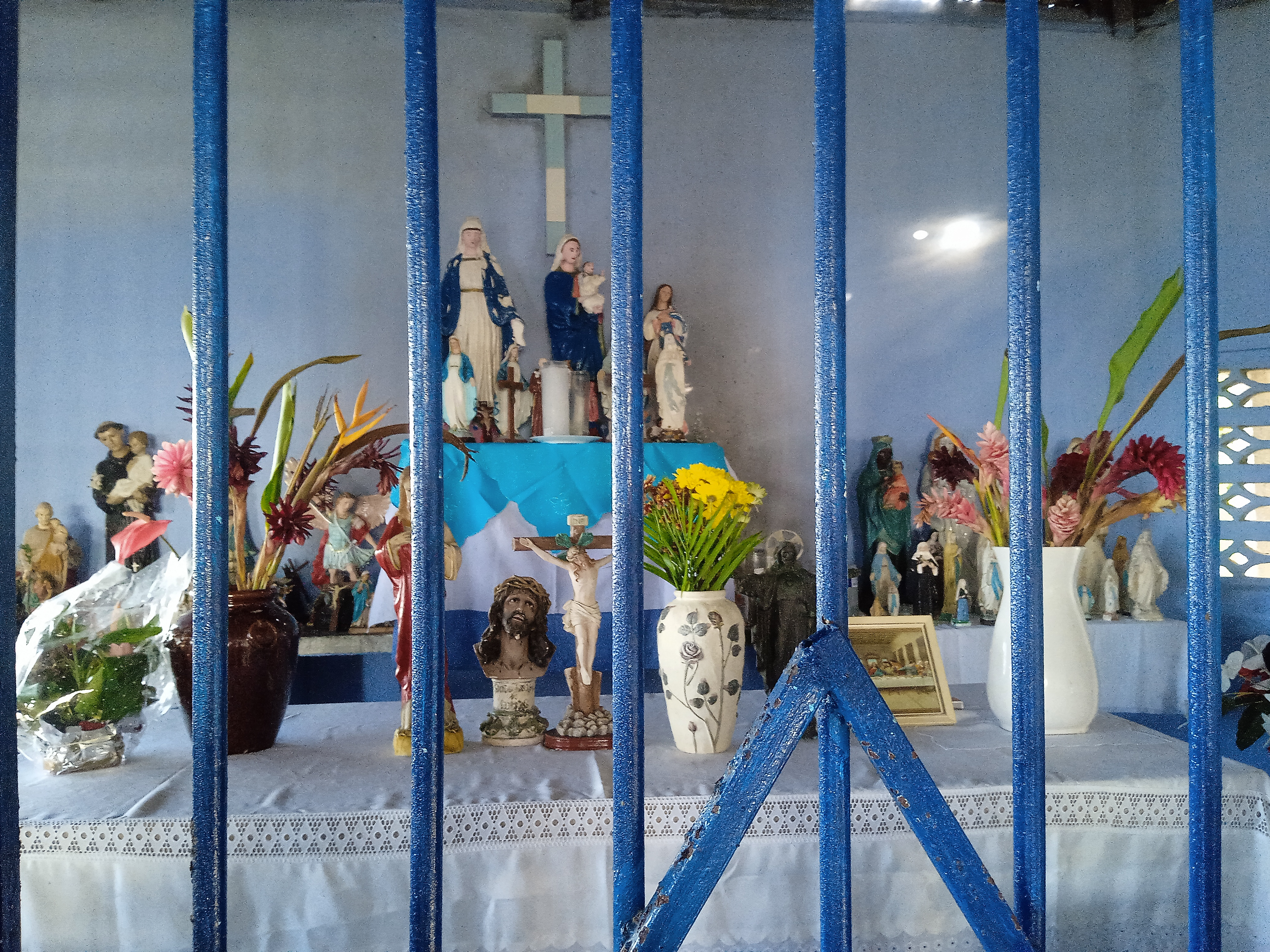
Intérieur de la chapelle.
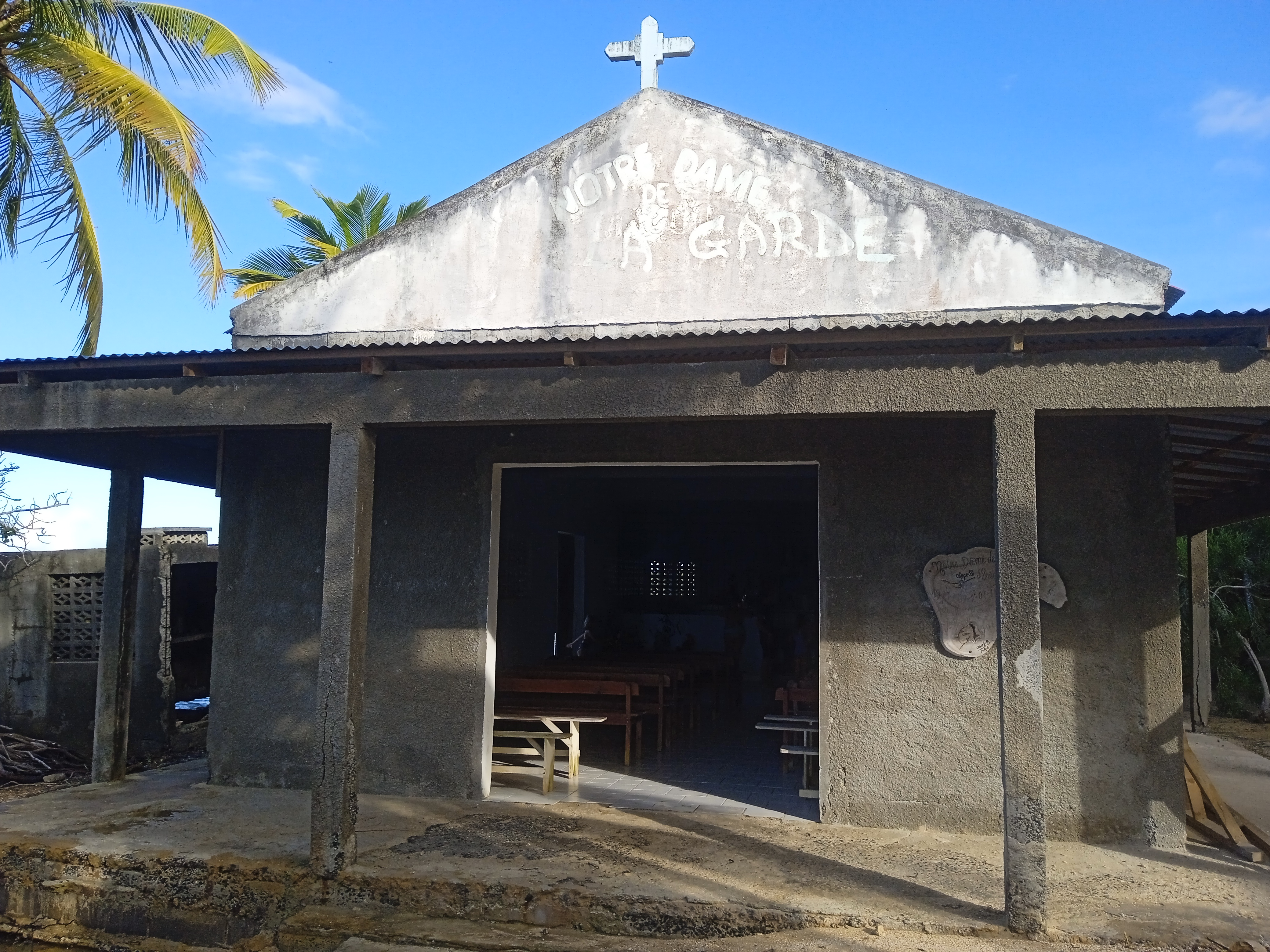
Chapelle Notre Dame de la Garde sur l'îlet Macou.